# Église Notre-Dame de Vic-sur-Aisne
L'église Notre-Dame ou église Notre-Dame de l'Assomption est une église située à Vic-sur-Aisne, en France.

## Localisation
L'église est située sur la commune de Vic-sur-Aisne, dans le département de l'Aisne.

## Historique
Le monument est classé au titre des monuments historiques en 1920.